# Cvetličarstvo
Floristika ali cvetličarstvo je splošen izraz za nauk o cvetju. Ime izhaja iz latinskega imena Flora, ki je rimska boginja cvetja in mladosti. Opisuje nego in skrb za cvetje, ravnanje z njim, ustvarjanje različnih kreacij iz cvetja oz. aranžiranje. Na področju floristike se je razvila celotna industrija, ki za zajema gojenje, dobavo in prodajo na drobno.
Floristi oz. cvetličarji so ljudje, ki delajo s cvetjem in podobnimi rastlinami na maloprodajni ravni.

## Delo cvetličarja
Umetnost cvetličarstva zajema veliko različnih znanj in spretnosti. Delo cvetličarja je raznoliko in vključuje različna delovna področja. Zgodba nekega izdelka se začne z nabavo in pripravo blaga oz. surovin. Pri pripravi blaga se pokaže "umetniška žilica" cvetličarja, da lahko skozi uporabo cvetja in podobnih materialov izrazi svoja čustva. Nato oblikuje različne šopke in cvetne vezenine, aranžira darila, izdeluje aranžmaje, krasi prostore in izdeluje vence. Tudi v cvetličarstvu obstajajo modne smernice, zato morajo cvetličarji nenehno spremljati njihov razvoj, da lahko odkrivajo nove možnosti oblikovanja cvetja.

## Stili in oblike v cvetličarstvu
Šopek

Šopek je najbolj znana oblika cvetličnega izdelka. Po navadi je sestavljen iz ene ali več vrst cvetja, nekaj zelenja in ostale dekoracije. Cvetlične šopke pogosto uporabljamo za posebne priložnosti, kot so rojstni dnevi, obletnice, poroke in druge svečane priložnosti.
Ikebana

Ikebana (kar pomeni »živo cvetje«) predstavlja posebno umetnost razporejanja cvetja. Prvi so ikebane začeli izdelovati Japonci. Na Slovenskem poznamo pod imenom ikebana drugačno aranžiranje rož. Ni tako minimalistično in običajno daje poudarek cvetom, ki so lahko v podobnih barvnih odtenkih, ali pa so sestavljene iz pisanih cvetov.

## Simbolni pomen cvetja
Cvetličarski izdelki spremljajo vse pomembne dogodke v človekovem življenju, od rojstva otroka, preko poroke do obletnic in nenazadnje tudi smrti. Posamezne cvetlice lahko imajo v različnih kulturah popolnoma različen pomen. Mak se že dolgo uporablja kot simbol spanja in smrti, v grško-rimski mitologiji se je uporabljal kot daritev mrtvim.

Drug primer je simbolni pomen poročnega šopka. Po obredu ga nevesta vrže med svate in tista ženska, ki ga ulovi, se bo poročila naslednja.